# Parafia św. Wawrzyńca Diakona i Męczennika w Michałowie
Parafia pw. św. Wawrzyńca Diakona i Męczennika w Michałowie – parafia rzymskokatolicka w Michałowie (diecezja kielecka, dekanat pińczowski). Mieści się pod numerem 98. Duszpasterstwo w niej prowadzą księża diecezjalni. 

## Powstanie parafii

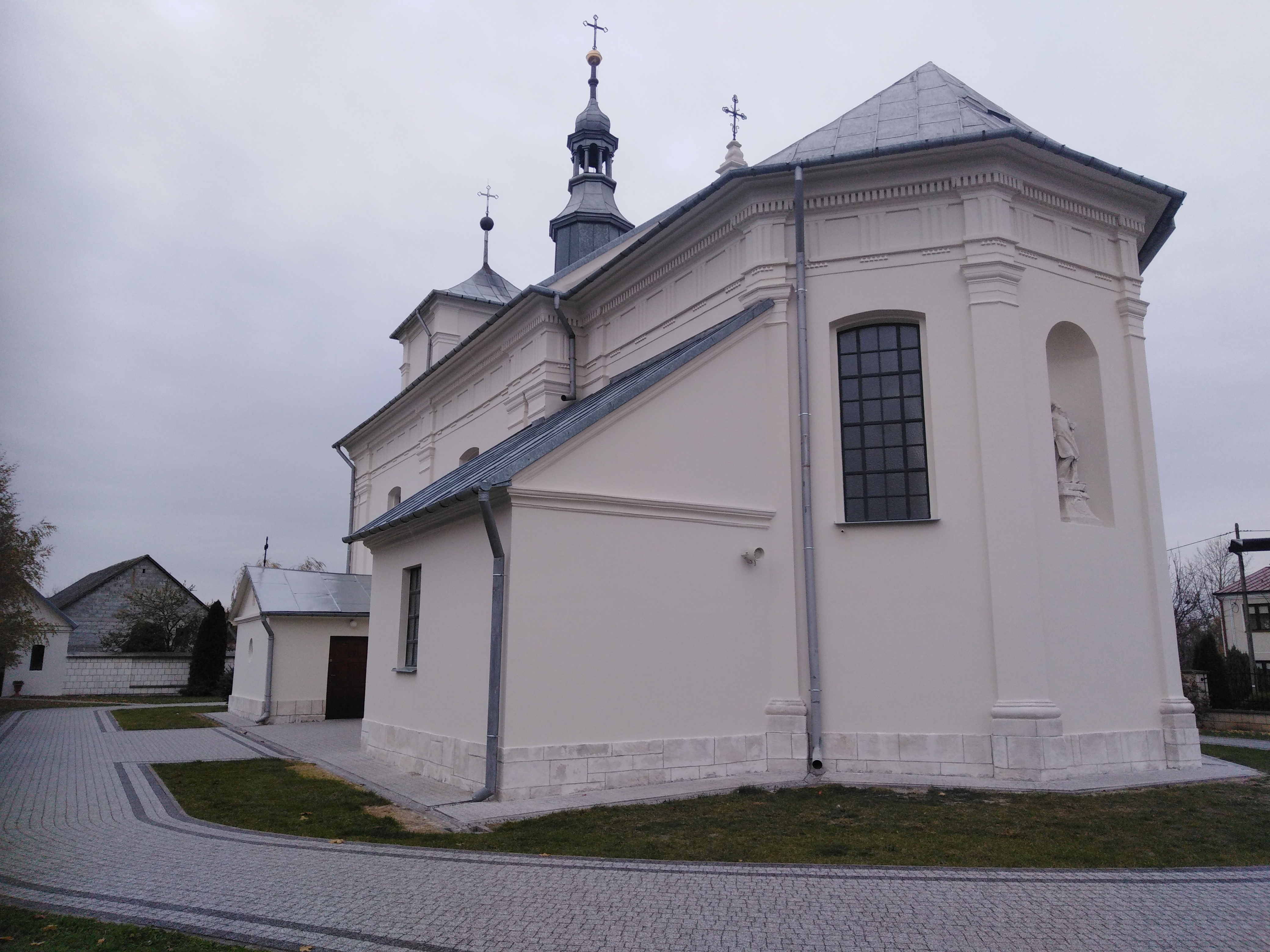
Kościół w Michałowie od strony wschodniej. W niszy elewacji widoczna figura św. Wawrzyńca, patrona parafii.

Parafia została ufundowana w 1375 lub 1385 przez Dobiesława, kasztelana krakowskiego oraz Jacussiusa, jego brata, stolnika krakowskiego. Pierwotny kościół był drewniany, wzniesiony prawdopodobnie przez Mikołaja z Młynów, prepozyta skalbmierskiego i kanonika krakowskiego. W poł. XV w. jest już w Michałowie kościół murowany z kamienia, konsekrowany w 1620 roku przez bpa Tomasza Oborskiego.
Miejscowi dziedzice zabiegali o swój kościół. Było w nim Bractwo Pocieszenia NMP, był też obraz NMP z wotami, zabrany przez Austriaków w 1807 roku. Pomimo sukcesywnych ulepszeń i fundacji, kościół, szczególnie po dwóch pożarach, znacznie podupadł.

## Kościół parafialny

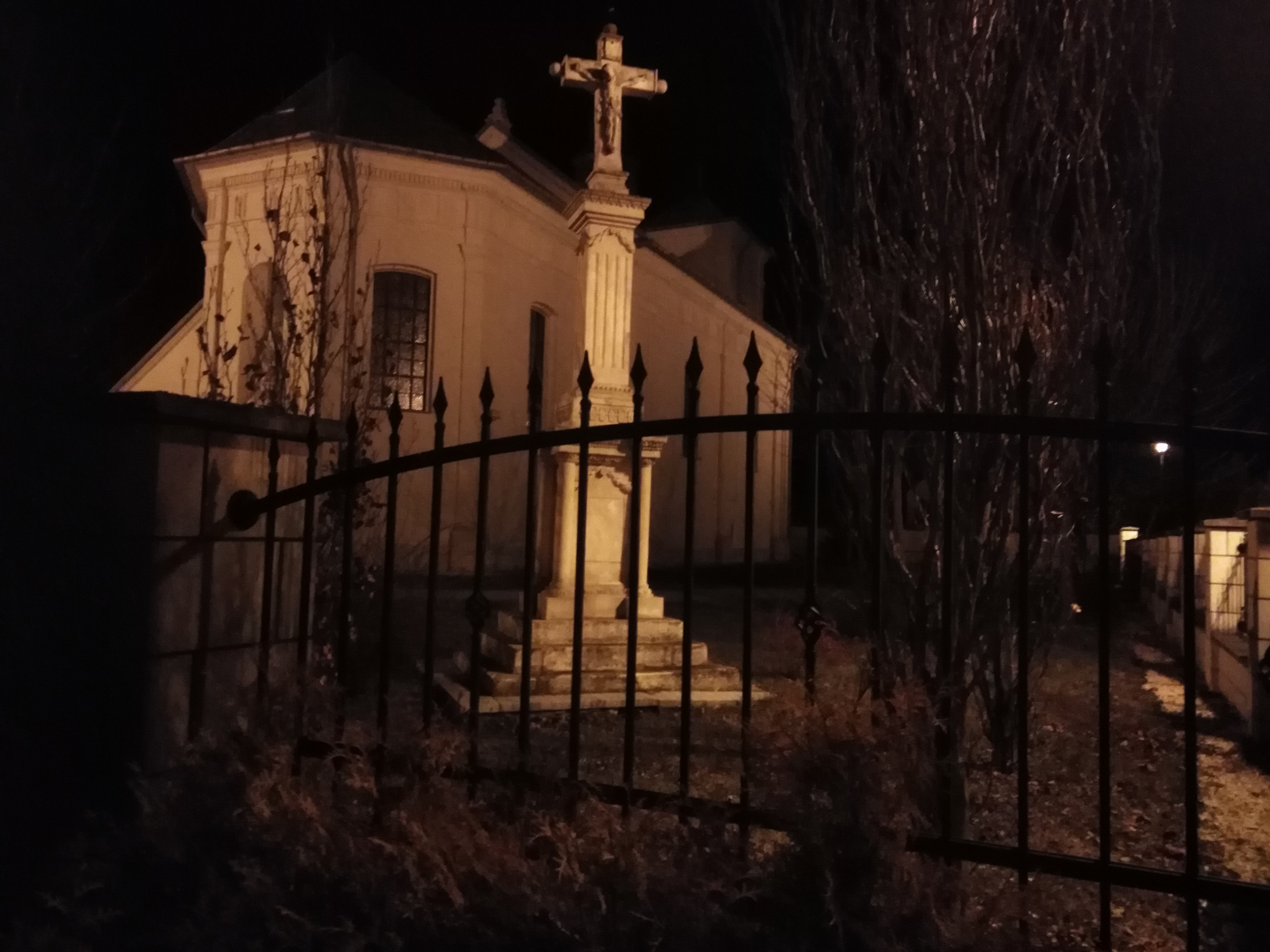
Kamienny krucyfiks z 1826 roku stojący obok świątyni w Michałowie

Obecną świątynię wzniesiono w latach 1852–1853 wg projektu Felicjana Frankowskiego, kosztem, jak pisze w swej monografii ks. Jan Wiśniewski: „miejscowych parafian i dziedziców, jak Amelii Dembińskiej, dziedziczki Michałowa, kolatorki kościoła, dziedziców wsi Zagajówek Hippolita i Magdaleny z Kollerów, małżonków Tapenów i miejscowego proboszcza ks. Konstantego Rodkiewicza”. Kościół został konsekrowany 26 maja 1891 roku przez bpa Tomasza Teofila Kulińskiego.
Kościół jest orientowany, murowany, jednonawowy, z krótkim zamkniętym wielobocznie prezbiterium, węższym od nawy, oddzielonym od niej  tęczą. Zewnętrzne ściany świątyni tworzą pilastry, na kapitelach wspiera się gzyms w kształcie doryckiego belkowania ozdobionego tryglifami i gronami. Od zachodu do nawy dobudowana jest zakrystia i kruchta. W głównym ołtarzu – obraz z wyobrażeniem śmierci św. Franciszka, podtrzymywanego przez aniołów. Pochodzi on z połowy XVIII w. i długo jego autorstwo przypisywano Szymonowi Czechowiczowi lub Franciszkowi Smuglewiczowi. W owalu powyżej jest św. Florian, patron strażaków. W narożnikach stoją boczne ołtarze: św. Wawrzyńca, patrona parafii i Matki Bożej z Dzieciątkiem, w charakterystycznej koronie. Stacje Drogi Krzyżowej – współczesne. 
W zewnętrznej niszy elewacji świątyni umieszczona jest rzeźba św. Wawrzyńca, a tuż obok znajduje się kamienny krzyż z 1826 roku z umieszczoną dwustronnie figurą Ukrzyżowanego Chrystusa.
W niedalekiej odległości od świątyni znajduje się murowana plebania z początku XX wieku.

## Patron
Patronem parafii jest św. Wawrzyniec, diakon i męczennik chrześcijański, święty kościoła katolickiego. Jego wspomnienie w liturgii przypada 10 sierpnia i tego dnia obchodzony jest odpust parafialny.

## Zasięg parafii
Do parafii pw. św. Wawrzyńca Diakona i Męczennika w Michałowie należą wierni z następujących miejscowości: Michałów, Jelcza Mała, Pawłowice oraz Zagajówek.

## Proboszczowie
Źródło: strona internetowa parafii
- ks. Stanisław Klimczyk (do 1938)
- ks. Bolesław Gadomski (1938–1944)
- ks. Wojciech Zawadzki (1944–1948)
- ks. Józef Niepsuj (1948–1957)
- ks. Zdzisław Wesołowski (1957–1973)
- ks. Adam Kwiatek (1973–2005)
- ks. Jerzy Piwowarczyk (2005–2015)
- ks. Sławomir Olszewski (od 2015)

## Cmentarz

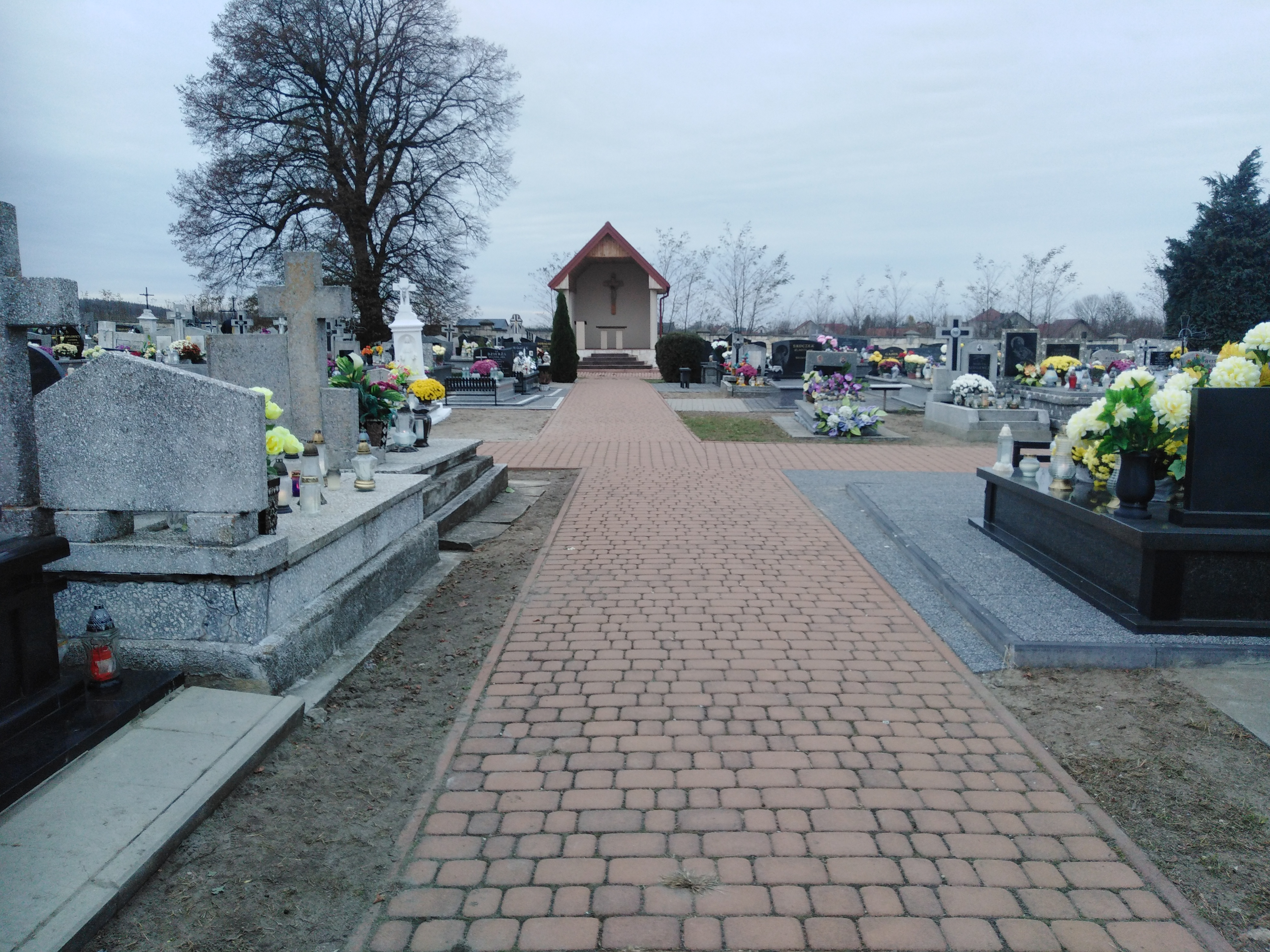
Cmentarz parafialny w Michałowie

Cmentarz parafialny położony jest pomiędzy miejscowościami Michałów i Zagajówek. We wrześniu 1939 roku grupa żołnierzy Armii „Kraków” po bitwie pod Broniną dostała się w okolicy Michałowa do niewoli niemieckiej. 4 września jeden z nich został zamordowany przez okupantów i pochowany na tutejszym cmentarzu w bezimiennym grobie. Na istniejącym do dziś nagrobku został wyryty napis: Żołnierz Wojska Polskiego zamordowany bestialsko przez hitlerowców 4 IX 1939 roku w Michałowie. Cześć Jego pamięci. Dnia 15 V 1979 r.

## Inne informacje
- Księgi metrykalne: ochrzczonych, zaślubionych i zmarłych prowadzone są od 1826 roku[6]

- Kronika parafialna prowadzona jest od lat międzywojennych, z przerwą w latach 1944–1957[6].

- W miejscowości Pawłowice znajduje się kaplica parafialna pw. Matki Bożej Królewskiej Polski z 1919 roku[1].

- Na bramie przed głównym wejściem kościoła parafialnego stoją figury aniołów (XVI/XVII w.) – pamiątka ze starego kościoła[1].